# Holly McPeak
Holly McPeak (Manhattan Beach, 15 de mayo de 1969) es una deportista estadounidense que compitió en voleibol, en la modalidad de playa.
Participó en tres Juegos Olímpicos de Verano, entre los años 1996 y 2004, obteniendo la medalla de bronce en Atenas 2004 (haciendo pareja con Elaine Youngs), el quinto lugar en Atlanta 1996 y otro 5º lugar en Sídney 2000. Ganó una medalla de plata en el Campeonato Mundial de Vóley Playa de 1997.

## Palmarés internacional
| Juegos Olímpicos   | Juegos Olímpicos             | Juegos Olímpicos  | Juegos Olímpicos |
| Año                | Lugar                        | Medalla           | Pareja           |
| ------------------ | ---------------------------- | ----------------- | ---------------- |
| 2004               | Atenas (Grecia)              | Medalla de bronce | Elaine Youngs    |
| Campeonato Mundial |                              |                   |                  |
| Año                | Lugar                        | Medalla           | Pareja           |
| 1997               | Los Ángeles (Estados Unidos) | Medalla de plata  | Lisa Arce        |